# Aurivela longicauda
Aurivela longicauda es una especie de lagarto del género Aurivela, perteneciente a la familia Teiidae. Fue descrita científicamente por Bell en 1843.

## Distribución
Se encuentra en Argentina (Catamarca, La Pampa, San Luis, Córdoba, Santiago del Estero, Buenos Aires, Chubut, Río Negro, La Rioja).